# مارینا پستریاکووا
مارینا پستریاکووا (انگلیسی: Maryna Pestriakova؛ زادهٔ ۲۶ ژانویهٔ ۱۹۷۲) ورزشکار اسکی صحرانوردی اهل اوکراین است.وی همچنین از اسکی‌بازان اسکی صحرانوردی در بازی‌های المپیک زمستانی ۱۹۹۸ بوده است.